# لینکلن‌شر (ویرجینیای غربی)
لینکلن‌شر یک محدوده ثبت‌نشده در شهرستان وود ایالت ویرجینیای غربی واقع در ایالات متحده آمریکا است.